# Mathias Elers (1728–1788)
Mathias Elers den yngre, född 20 april 1728 i Karlskrona, död 9 januari 1788 i Karlskrona stadsförsamling, var en svensk borgmästare, riksdagsledamot och politiker.

## Biografi
Mathias Elers föddes 1728 i Karlskrona. Han var son till borgmästaren Johan Elers (1694–1750) och Cecilia Planck. Elers blev 1743 student vid Lunds universitet. Han blev stadssekreterare i Karlskrona 1761 och justitieborgmästare där 1773.  Elers avled 1788 i Karlskrona stadsförsamling.[källa behövs]
Elers var riksdagsledamot för borgarståndet i Karlskrona vid riksdagen 1778–1779 och riksdagen 1786.
Elers gifte sig 1757 med Anna Maria Lund. De fick tillsammans sonen borgmästaren Johan Elers i Karlskrona.